# Peter Kraußer
Peter Kraußer (* 15. Dezember 1941 in Crawinkel, Landkreis Gotha)  ist ein ehemaliger Funktionär der SED in der DDR.

## Leben
Der Sohn eines Maurers trat 1956 der FDJ bei und begann nach Beendigung der Polytechnischen Oberschule ein Studium für Unterstufenlehrer, Erzieher und Diplomlehrer für Geschichte am Institut für Lehrerbildung (IfL) Nordhausen sowie an der Pädagogischen Hochschule „Karl Liebknecht“. Danach war er zwischen 1960 und 1964 Lehrer an der Sonderschule in Luckwitz und wurde 1961 Mitglied der SED. Nachdem Kraußer von 1964 bis 1965 Sekretär der FDJ-Kreisleitung Hagenow war, wurde er Instrukteur im Zentralrat der FDJ.
Zwischen 1965 und 1968 leistete Kraußer seinen Militärdienst in der Nationalen Volksarmee (NVA) und war nach Beendigung zuerst wieder Instrukteur sowie anschließend von 1971 bis 1977 stellvertretender Leiter der Abteilung Propaganda im Zentralrat der FDJ. Während dieser Zeit schloss er 1973 seine Promotion zum Dr. phil. ab und absolvierte darüber hinaus von 1976 bis 1977 ein Studium an der Parteihochschule Karl Marx.
Im Anschluss war er zunächst von 1977 bis 1988 Mitarbeiter und danach als Nachfolger von Rudi Bellmann Leiter der Arbeitsgruppe Kirchenfragen des ZK der SED. Diese Funktion hatte er bis zur Auflösung der SED im Dezember 1989 inne.